# ジェイ・レダ
ジェイ・レダ（Jay Leyda、1910年2月12日 - 1988年2月15日）は、アメリカの写真家、実験映画の監督、映画史家。ニューヨーク近代美術館映画部門の創立者、ニューヨーク大学映画学科教授（1973年 - 1988年）。

## 来歴・人物
- 1910年2月12日、アメリカ・ミシガン州デトロイトに生まれる。
- 1931年、21歳のときに、11分のサイレント短編映画『A Bronx Morning（ブロンクスの朝）』を発表。詩的ドキュメンタリーである。
- 1935年に設立されたニューヨーク近代美術館映画部門（Museum of Modern Art Department of Film and Video）の創立者のひとりとなる。
- 1937年、中篇ドキュメンタリー映画『China Strikes Back（中国の反撃）』をシドニー・メイヤーと共同監督。ヨリス・イヴェンス監督の『The 400 Million（四億）』（1939年）よりも2年早く毛沢東を世界に紹介した。
- 1930年代初頭には、労働者映画写真連盟（Workers Film and Photo League）のメンバーであった。セルゲイ・エイゼンシュテインの失われたフィルム『Bezhin Meadow（ベジン高原）』（1935年 - 1937年）の撮影に参加していた[2][3]。同作には助監督としてクレジットされている。
- 史家としては、アメリカ映画、ソ連映画、中国映画が専門[3]。
- 1973年、ニューヨーク大学映画学科教授に就任（ - 1988年）。
- 1984年、イーストマン・コダック金メダル賞（Eastman Kodak Gold Medal Award）を受賞[3]。
- 1988年2月15日、ニューヨークにて死去。78歳。
- ジャン＝リュック・ゴダールの映画『ゴダールの映画史』（1988年 - 1998年）には、「そうではないか、ジャン＝ジョルジュ・オリオールよ…ジェイ・レダよ…ロッテ・アイスナーよ」と、『ラ・ルヴュ・デュ・シネマ』執筆者たちの名を呼びかけるシーンが存在する[4]。

## フィルモグラフィー
- A Bronx Morning 1931年

## 主な著作
- The Melville Log: A Documentary Life of Herman Melville, 1819-1891. 1951年
- Sergei Rachmaninoff, a lifetime in music, (with Sergei Bertensson), New York: New York University Press, 1956年
- Kino: A History Of The Russian And Soviet Film, London: George Allen & Unwin, 1960年
- Films Beget Films, London: George Allen & Unwin, 1964年
- Dianying/Electric Shadows: An Account of Films and the Film Audience in China. Cambridge, MA: The MIT Press, 1972年
- Eisenstein At Work (with Zina Voynow), Pantheon Books, 1982年
- Eisenstein on Disney, Methuen Paperback, 1986年

## 註
1. ↑  David Stirk and Elena Pinto Simon in Ian Christie and Richard Taylor, Eisenstein Rediscovered, Routledge, 1993, p41. ISBN 0415049504
2. ↑  1940年代にエイゼンシュテインの手記をレダが翻訳した。
3. 1 2 3  英語版WikipediaJay Leydaの記述より。
4. ↑  蓮實重彦『ゴダールの「孤独」 - 『映画史』における「決算」の身振りをめぐって』ユリイカ（青土社、2002年5月号「特集＝ゴダールの世紀」）